# Estatismo
Estatismo ou estadismo (tradução literal do inglês statism ou uma derivação simples do termo latino status) é um termo cunhado em 1962 pela filósofa libertária Ayn Rand, numa série de discursos, para descrever a defesa política ou ideológica da autoridade do Estado e intervenção do mesmo em atividades econômicas e individuais, em contraste com o libertarianismo, que propõe liberdade nessas atividades e ceticismo em relação às ações do Estado. Dessa forma, quem defende um Estado forte, autoritário, intervencionista, regulador, paternal, excessivamente vigilante ou com o dever de proporcionar o bem estar social, por exemplo, pode ser considerado um estatista.

## Dicotomia Estado vs. mercado
Libertários capitalistas tendem a uma visão particular em relação a política. Enquanto que, em certos círculos políticos ocidentais, tais como o cenário do Brasil e o dos Estados Unidos, a política é muitas vezes vista como uma disputa entre a direita (conservadorismo e capitalismo) e a esquerda (socialismo e progressismo), tais libertários preferem ver como uma disputa entre a autoridade do Estado (sobre a economia e interações individuais) e a liberdade em relação ao mesmo, em prol de mais livre mercado e liberdade individual. Eles acreditam que tanto a direita como a esquerda tendem a suprimir um tipo de liberdade enquanto realça outra, ficando assim uma liberdade incompleta. Por exemplo: enquanto a esquerda realça certas liberdades como casamento gay, direitos da mulher e legalização de drogas, ela pode acabar chegando a esses objetivos por meios coercitivos (ou seja, usando-se da força), e acaba suprimindo a liberdade econômica; enquanto a direita realça a liberdade econômica, acaba suprimindo as liberdades individuais antes citadas, também por meio da coerção.
O Diagrama de Nolan é um gráfico que analisa a posição política da pessoa que responder a um certo número de perguntas, colocando-a em certo ponto do gráfico. Ele considera os conceitos de liberdade econômica e liberdade individual e traça duas linhas cruzadas: uma opondo direita vs. esquerda, e outra opondo estatismo vs. libertarianismo. Dessa forma, se a opinião da pessoa for contra tanto liberdades econômicas como individuais, estará classificada como estatista (às vezes populista, autoritário ou reacionário, dependendo da versão); se for contra liberdades individuais mas a favor de liberdades econômicas, será classificada como direitista; se for contra liberdades econômicas mas a favor de liberdades individuais, será classificada como esquerdista; e por fim, se for a favor tanto de liberdades econômicas como individuais, será classificada como libertária.

## Visão anarquista tradicional
Na visão do anarquismo clássico, de esquerda, o capitalismo é um aliado natural ao Estado, sendo os dois inseparáveis.